# Richard Broome
Richard Laurence Broome, AM, FAHA, FRHSV, (Sydney, 1 de outubro de 1948) é um historiador australiano, acadêmico e professor emérito de história na Universidade La Trobe, em Melbourne. Ele é conhecido como uma autoridade em história aborígine na Austrália.
Broome foi nomeado Membro da Ordem da Austrália nas Honras do Dia da Austrália de 2020 por "serviços significativos à educação no campo da história e a grupos históricos".

## Biografia
Se formou em história pela Universidade de Nova Gales do Sul e completou o doutorado na Universidade de Sydney.
Trabalhou Universidade La Trobe, de 1977 a 1981 como palestrante. Saiu da academia para se tornar historiador comissionado, onde escreveu o livro Arriving (1984). Voltou para a universidade em 1987, e foi nomeado professor associado em 1992 e professor em 2009. Participou do Comitê do Instituto de História de Vitória por dez anos, e presidiu a associação de  1995 a 96.  Ele foi editor do Victorian Historical Journal por dois anos, e do  Australian Historical Studies, de 2010 a 12.
Após sua aposentadoria, continuou escrevendo e se envolvendo com projetos aborígenes, como o projeto Ngura Ninti.

## Prêmios
- Prêmio de História Local da Associação de Escritores Australianos (1987)[5]
- Prêmio de História do Premier de Nova Gales do Sul (2006)[6]
- Prêmio da Comunidade Histórica de Vitória, na categoria de Melhor Impressão/Publicação (2007)[6]
- Prêmio do Conselho Australiano de História e Educação (2010)[6]
- Membro da Ordem da Austrália (2020)[7]